# Sammlung Würth

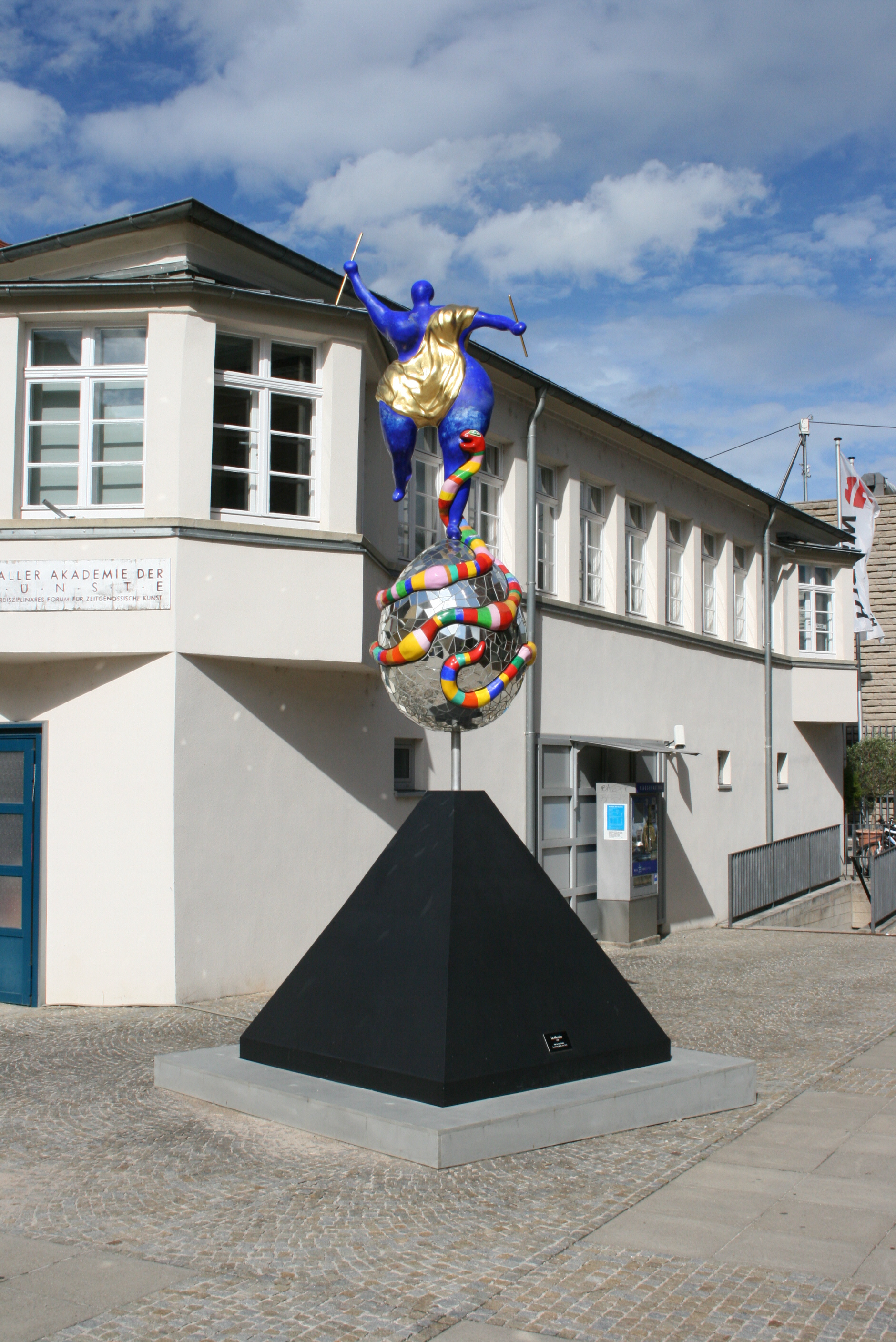
Schwäbisch Hall, Kunsthalle Würth, met werk van Niki de Saint Phalle

De Sammlung Würth is de omvangrijke kunstverzameling van de zakenman Reinhold Würth die fortuin maakte als producent van bevestigings- en montagematerialen voor de bouwnijverheid.

## Situering
De verzameling is een van de grootste en belangwekkendste private verzamelingen van beeldende kunst van de 20e eeuw en de aanvang van de 21e eeuw in Duitsland en omvat meer dan 15.000 werken. De collectie omvat na vijfendertig jaren verzamelen werken van Carl Spitzweg tot Georg Baselitz, Immendorf en Gerhard Richter. Het zwaartepunt van de verzameling ligt bij expressionistische werken van Edvard Munch, Ernst Ludwig Kirchner, Gabriele Münter, Emil Nolde en Max Beckmann. Er is ook werk te vinden van Claude Monet, René Magritte, Max Ernst, Serge Poliakoff, Roy Lichtenstein, David Hockney en Anish Kapoor.
Verder bestaat de collectie ook uit laat-middeleeuwse kunst en werk van Lucas Cranach, Tilman Riemenschneider en recent (2011) een topwerk van Hans Holbein de Jonge. De oudduitse schilderijen (15e en 16e eeuw) uit de collectie werden verworven door aankoop van een deel van de Fürstlich Fürstenbergischen Sammlungen van Heinrich Fürst zu Fürstenberg. Kunstwerken uit de verzameling vonden hun onderkomen in een twaalftal galeries, kunsthallen en musea, waaronder de Kunsthalle Würth, in de Johanniterhalle in Schwäbisch Hall en in het Museum Würth in Künzelsau getoond.
Daarbuiten bevat de verzameling de zogenoemde Kunstkammer Würth met kleine beeldhouwwerken van de 17e en de 18e eeuw en zowaar een kerststallenverzameling, de Krippensammlung. Deze verzameling verwierf Würth in 2002 bij aankoop van de Ulfert-Buchholz-Sammlung, in meer dan veertig jaar verzamelen bijeengebracht door het koppel Edwin en Wilma Buchholz. Het betreft internationale Krippenkunst uit meer dan 130 landen en vijf continenten uitgevoerd in gevarieerde plaatselijk aanwezige materialen.
Medio juli 2011 raakte bekend dat de collectie Würth werd uitgebreid door de aankoop van de zogenoemde Holbein-Madonna van Hans Holbein de Jonge. Het bod van de ondernemer was beduidend hoger dan de veertig miljoen euro die het Frankfurtse Städel Museum bood. Het betreft het werk dat als volledige titel heeft: Madonna des Bürgemeisters Jacob Meyer zum Hasen. De Holbein werd verkocht door de erfgenamen van prins Ludwig van Hessen en is nu te bezichtigen in de Kunsthalle Würth in Schwäbisch Hall.

## Ondernemen en kunst
Würth laat zich sinds 1991 voor kunstzaken adviseren door curator en kunsthistorica Sylvia Weber die aan het hoofd staat van Würths kunstactiviteiten. Würths vriend en portretfotograaf Paul Swiridoff zette hem aan om een kunstverzameling aan te leggen met als eerste aankoop de aquarel Wolkenspiegeling van Emil Nolde. Volgens de verzamelaar draagt kunst bij tot de uitstraling van zijn onderneming die daardoor het verschil maakt met zijn concurrenten. Door kunst gratis te ontsluiten in een landelijke omgeving maakt hij, volgens eigen zeggen, het wonen aldaar aantrekkelijker. Het laatste project is de uitbouw van een symfonisch orkest: de Würth Philharmoniker met als gastdirigent Kent Nagano met concerten in het Carmen Würth Forum.

## Verspreiding van de kunstverzameling
De kunstverzameling wordt in verschillende musea en kunstcentra over de gehele wereld getoond. In verschillende vestigingen van zijn bedrijf toont hij delen van zijn verzameling.

### België
- Kunstforum Würth in Turnhout

### Denemarken
- Kulturforum Würth in Kolding

### Duitsland
- Museum Würth in Künzelsau
- Hirschwirthscheuer in Kunzelsau
- Kunsthalle Würth in Schwäbisch Hall

### Frankrijk
- Musée Würth in Erstein

### Italië
- Art Forum Würth in Capena

### Nederland
- Kunstlocatie Würth in 's-Hertogenbosch

### Noorwegen
- Galleri Würth Nittedal in Nittedal-Hagan

### Oostenrijk
- Kunstforum Würth in Böheimkirchen

### Spanje
- Museo Würth La Rioja in Agoncillo (La Rioja)

### Zwitserland
- Forum Würth in Arlesheim
- Kulturforum Würth in Chur met Skulpturenpark Kulturforum Würth (met werken van onder anderen Niki de Saint Phalle en Bernhard Luginbühl)

Begin 2008 gingen de deuren open van het dertiende museum, gelegen op een industrieterrein in Erstein, vlak bij Straatsburg naar een ontwerp van Jacques en Clément Vergély. In dit museum toont men werk van Edvard Munch, Emil Nolde en Pablo Picasso. Na Frankrijk zijn er ook nog musea gepland in Spanje en in China.

## Kunstforum Würth te Turnhout, België
In mei 2007 opende Würth Belux in het Vlaamse Turnhout een kunstforum waar jaarlijks twee tot drie tentoonstellingen van moderne kunst getoond worden.
De kunstwerken hiervoor worden geleend uit de kunstverzameling van de Würth Groep, die Reinhold Würth sinds het einde van de jaren 1960 bijeengebracht heeft. Werk van Christo en Jeanne-Claude zorgde voor een blikvanger tijdens de openingstentoonstelling.
Een tweede tentoonstelling - 'de Stille Dialoog' - vertelde met ongeveer vijfenveertig stillevens, sculpturen en materiewerken van Emil Nolde via Anselm Kiefer tot Markus Hofer de geschiedenis van het stilleven in de 20e en 21e eeuw.
In 2008 was er de overzichtstentoonstelling Heftige Kunst te zien. Hier toonde men de kern van de bedrijfscollectie: schilderijen en sculpturen van de Duitse neo-expressionisten, waaronder de Neue Wilden.